# U-hiji-ni y Su-hiji-ni
U-hiji-ni (宇比邇神?   literalmente “Señor del limo de la tierra”) y Su-hiji-ni (須比智邇神?   literalmente “Señora del limo de la tierra”); son una pareja de kami que aparecen en la mitología japonesa.

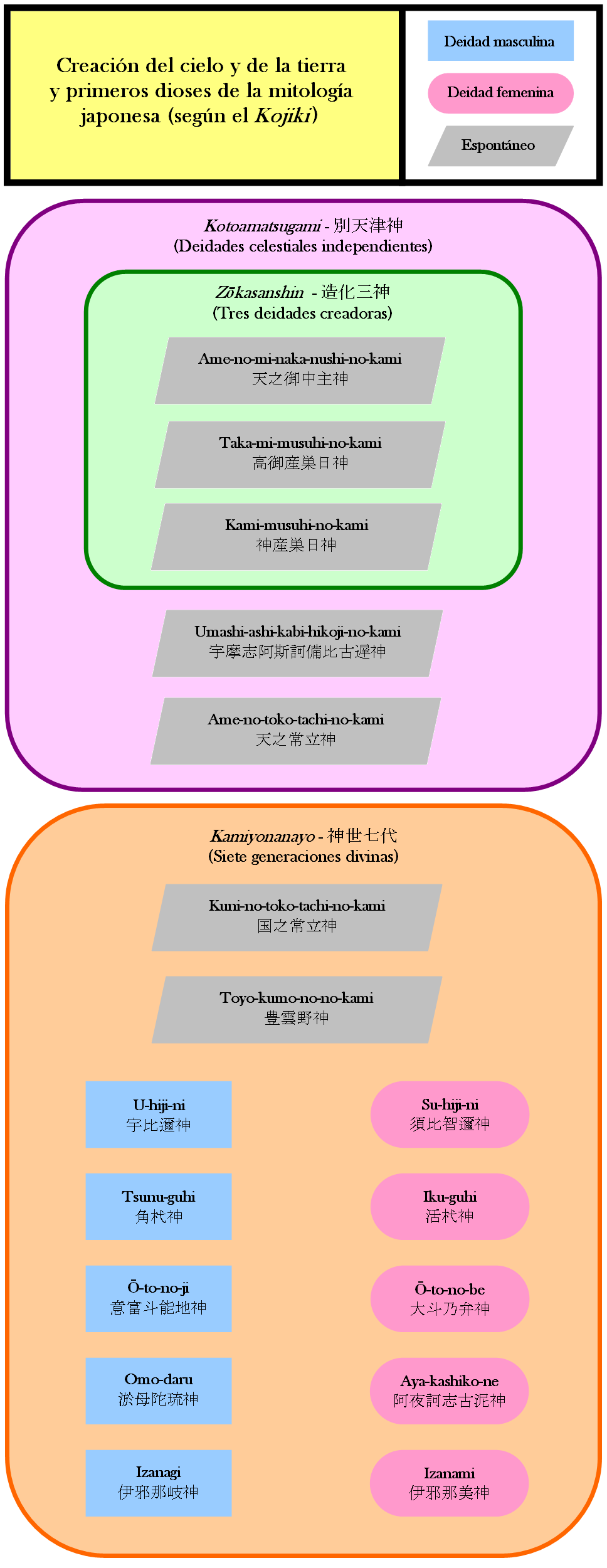
Lista de kami que surgieron tras la creación del cielo y la tierra en la mitología japonesa.

Dentro del Kojiki, estas deidades representan a la tercera generación del Kamiyonanayo (Siete Generaciones Divinas); U-hiji-ni es una deidad masculina y Su-hiji-ni es una deidad femenina. Son la primera pareja de dioses en formarse luego del surgimiento de las deidades espontáneas dentro de la creación del cielo y de la tierra.
- Datos: Q9090923